# Wilhelmshöhe hegyi park
A Wilhelmshöhe hegyi park (németül Bergpark Wilhelmshöhe) Németország egyik világörökségi helyszíne. Európa legnagyobb hegyi parkja.

## Története
A Wilhelmshöhe kastély, Löwenburg és a Hercules emlékmű 1786-ban épült I. Vilmos választófejedelem uralkodása alatt. A Löwenburg kastély egy középkori lovagvár másolata.  A palota ma múzeumként funkcionál. A második világháborúban bombatámadás érte, a középső része súlyosan megrongálódott, egyedül a fehér kőszárny maradt sértetlen.
A Hercules emlékműtől nem messze található egy mesterséges vízesés, amely minden szerdán és vasárnapon 14.30-tól üzemel. Ilyenkor több ezren látogatnak el ide. A vízi játék az oktogonnál kezdődik és egy óra múlva éri el a kastély mögötti tavat, ahol egy 50 méter magas szökőkúttal ér véget a látványosság.

## Képgaléria

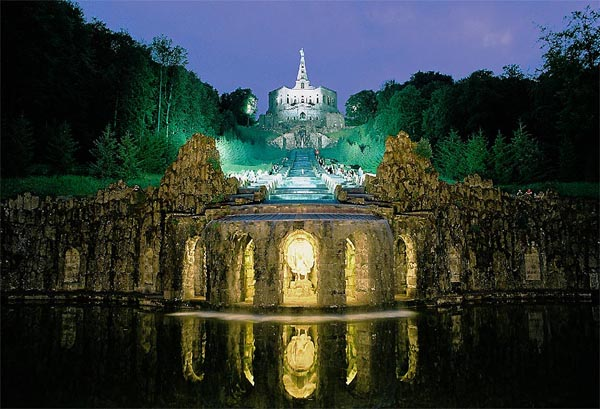
A Herkules-szobor és a vízesés
Hercules
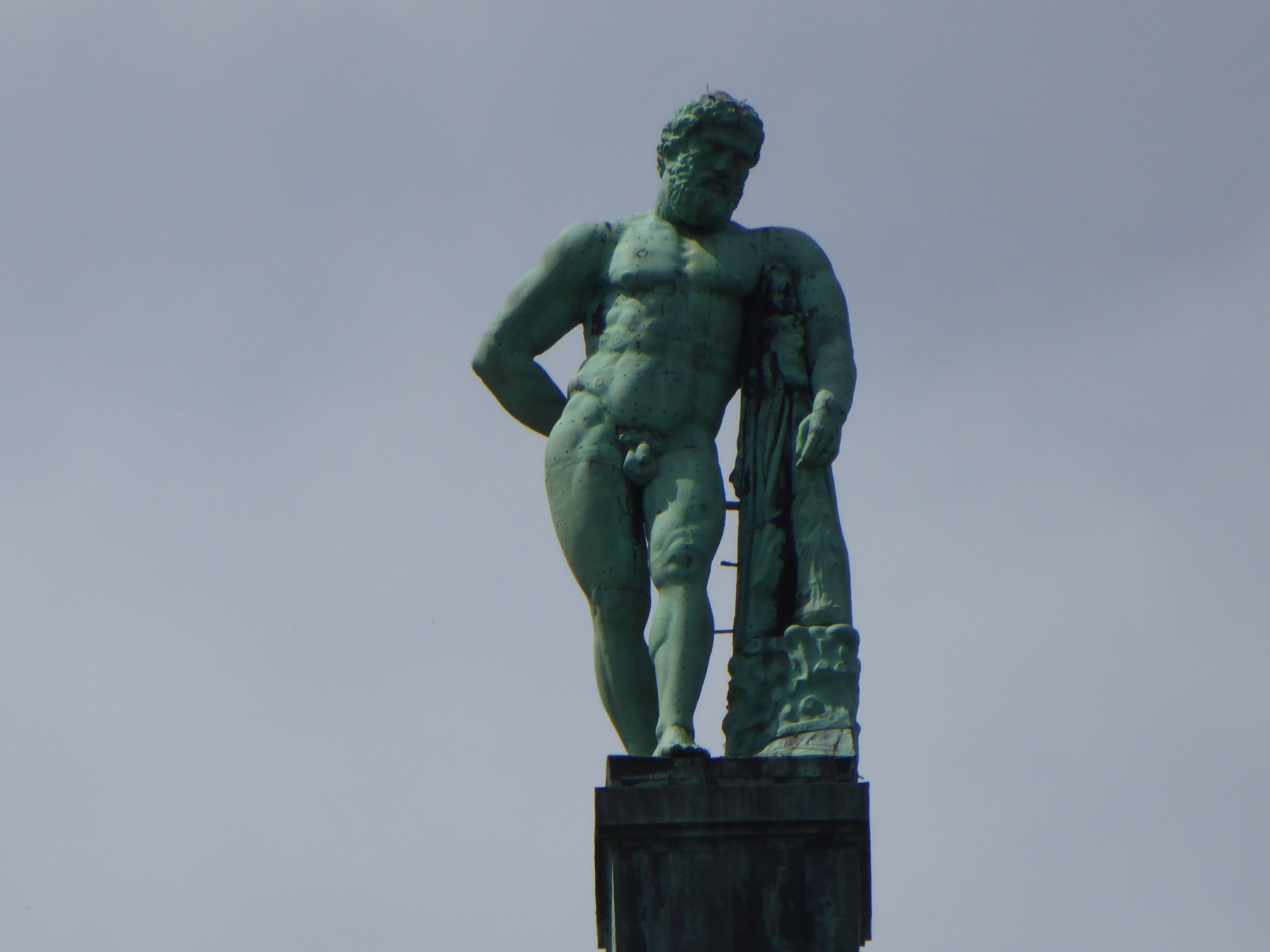
A Hercules-szobor közelebbről